# Galgenberg (Schorndorf)
Der Galgenberg ist eine 354,1 m ü. NHN hohe Erhebung im südöstlichen Stadtgebiet von Schorndorf. Er war Standort des Schorndorfer Richtplatzes sowie einer Kapelle und ist heute als Landschaftsschutzgebiet ausgewiesen.

## Geographie
Der Galgenberg befindet sich rund 1,3 km südöstlich des Schorndorfer Marktplatzes, circa 100 m über dem Remspegel. Der Keuper-Zeugenberg, dessen Kuppe aus härterem Kieselsandstein besteht, ist über einen knapp 20 m tiefen Sattel mit einem zum Frauenberg ziehenden Sporn der Schurwaldhochfläche verbunden. Naturräumlich gehört er zum Naturraum Schurwald und Welzheimer Wald.
Durch den Nord- und Osthang des Galgenbergs führt die Landesstraße 1147, die Schorndorf mit Adelberg, Wangen und Göppingen verbindet. Von dieser Straße zweigt eine Anliegerstraße (Frauenbergweg) ab, die westlich bzw. südlich der Erhebung zieht und südöstlich wieder im o. g. Sattel auf die gleiche Landesstraße trifft.
Auf dem Galgenberg befindet sich ein Aussichtspunkt, der einen schönen Ausblick über Schorndorf und das Remstal bietet. 

## Geschichte
1465 wird erstmals eine Kapelle – vnder dem galgen kappellin – erwähnt, die nach der Einführung der Reformation einging. Eine Unserer Lieben Frau geweihte Capell vor dem Oberthor ist wahrscheinlich mit der Galgenbergkapelle identisch und wäre eine Erklärung für den alternativen Namen des Berges (Frauenberg, auch ein Flurname am nördlichen Hang). Heute ist Frauenberg die Bezeichnung einer deutlich höheren Erhebung, die sich gut einen Kilometer südöstlich des Galgenberges befindet.

## Landschaftsschutzgebiet
Mit vom Verordnung 4. November 1968 wurde die Kuppe des Galgenbergs auf einer Fläche von 9,7 ha unter dem Namen Galgenberg – Frauenberg als Landschaftsschutzgebiet (Nr. 1.19.017) ausgewiesen. Südlich schließt sich unmittelbar ein FFH-Gebiet (Nr. 7222341 – Schurwald) an, sodass insgesamt eine größere Fläche unter Schutz gestellt ist. Ein kleinerer Teil der Kuppe ist darüber hinaus als Naturdenkmal Kuppe des Frauenberges (Galgenberg) (Nr. 81190670055) erfasst.